# Stereotypes
«Stereotypes» — песня британской альтернативной рок-группы Blur, заглавная композиция на их четвёртом студийном альбоме, The Great Escape. Она была выпущена 12 февраля 1996 года третьим синглом из альбома и добралась до седьмой позиции хит-парада UK Singles Chart. Песня также стала небольшим хитом в Австралии, где она добралась до 95-й позиции хит-парада ARIA Singles Chart в июне 1996 года.

## Список композиции
Вся музыка написана Албарном, Коксоном, Джеймсом, Раунтри. Все тексты написаны Албарном.
Pink 7" и кассета
1. «Stereotypes» — 3:11
2. «The Man Who Left Himself» — 3:21
3. «Tame» — 4:47

CD
1. «Stereotypes» — 3:11
2. «The Man Who Left Himself» — 3:21
3. «Tame» — 4:47
4. «Ludwig» — 2:24

International CD versions
1. «Stereotypes» — 3:11
2. «The Horrors» — 3:18
3. «A Song» — 1:44
4. «St. Louis» — 3:12

## Участники записи
- Деймон Албарн — вокал, синтезаторы, орган
- Грэм Коксон — электрогитара, бэк-вокал
- Алекс Джеймс — бас-гитара
- Дейв Раунтри — ударные

## Хит-парады
| Хит-парад (1996)                   | Высшая позиция |
| ---------------------------------- | -------------- |
| Australia (ARIA)                   | 95             |
| Шотландия (Scottish Singles Chart) | 11             |
| Великобритания (UK Singles Chart)  | 7              |